# Парк Вју (Ајова)
Парк Вју (енгл. Park View) насељено је место без административног статуса у америчкој савезној држави Ајова.

## Демографија
По попису из 2010. године број становника је 2.389, што је 220 (10,1%) становника више него 2000. године.
| Група             | 2000.         | 2010.         |
| Белци             | 2.086 (96,2%) | 2.186 (91,5%) |
| Афроамериканци    | 12 (0,6%)     | 55 (2,3%)     |
| Азијати           | 13 (0,6%)     | 18 (0,8%)     |
| Хиспаноамериканци | 25 (1,2%)     | 88 (3,7%)     |
| Укупно            | 2.169         | 2.389         |